# Атанас Черкезов
Атанас Василев Черкезов е български революционер, деец на Вътрешната македонска революционна организация.

## Биография
Роден е през 1895 година в демирхисарското село Батъко или в светиврачкото село Черешница, тогава в Османската империя, днес в България. Присъединява се към ВМРО и е четник на Алеко Василев. Делегат е на Серския конгрес на ВМРО от 1924 година, на който е избран за допълнителен делегат.
Обесен е от михайловисти в 1924 или 1925 година в Мелник заедно с  баща си Васил и брат си Борис.